# Kenny Clark
Kenny Clark (1961. november 1. –) skót nemzetközi labdarúgó-játékvezető.

## Pályafutása

### Nemzeti játékvezetés
A játékvezetésből 1978-ban vizsgázott. Ellenőreinek, sportvezetőinek javaslatára lett az I. Liga játékvezetője. Az aktív nemzeti játékvezetéstől 2008-ban vonult vissza.

#### Nemzeti kupamérkőzések
Vezetett Kupa-döntők száma: 6.

##### Skót Kupa
| Időpont         | Helyszín                      | Mérkőzés típusa | Mérkőzés                          | Eredmény | Nézők száma |
| --------------- | ----------------------------- | --------------- | --------------------------------- | -------- | ----------- |
| 2001. május 26. | Hampden Park Stadion, Glasgow | döntő           | Celtic FC–Hibernian FC            | 3 : 0    | 51 824      |
| 2003. május 31. | Hampden Park Stadion, Glasgow | döntő           | Dundee United FC–Rangers FC       | 0 : 1    | 47 136      |
| 2007. május 26. | Hampden Park Stadion, Glasgow | döntő           | Celtic FC–Dunfermline Athletic FC | 1 : 0    | 49 600      |

##### Liga Kupa
| Időpont           | Helyszín                      | Mérkőzés típusa | Mérkőzés                    | Eredmény | Nézők száma |
| ----------------- | ----------------------------- | --------------- | --------------------------- | -------- | ----------- |
| 2000. március 19. | Hampden Park Stadion, Glasgow | döntő           | Aberdeen FC–Celtic FC       | 0 : 2    | 50 073      |
| 2003. március 16. | Hampden Park Stadion, Glasgow | döntő           | Celtic FC–Rangers FC        | 1 : 2    | 52 000      |
| 2008. március 16. | Hampden Park Stadion, Glasgow | döntő           | Dundee United FC–Rangers FC | 2 : 2    | 50 019      |

#### Nemzetközi játékvezetés
A Skót labdarúgó-szövetség Játékvezető Bizottsága (JB) terjesztette fel nemzetközi játékvezetőnek, a Nemzetközi Labdarúgó-szövetség (FIFA) 1993-tól tartotta nyilván bírói keretében. Több nemzetek közötti válogatott és klubmérkőzést vezetett. FIFA JB besorolás szerint első kategóriás bíró. A skót nemzetközi játékvezetők rangsorában, a világbajnokság-Európa-bajnokság sorrendjében többedmagával a 24. helyet foglalja el 2 találkozó szolgálatával. Az aktív nemzetközi játékvezetéstől 2006-ban a FIFA 45 éves korhatárát elérve búcsúzott. Válogatott mérkőzéseinek száma: 9.

#### Világbajnokság
A világbajnoki döntőhöz vezető úton Németországba a XVIII., a 2006-os labdarúgó-világbajnokságra a FIFA JB bíróként alkalmazta.

##### Selejtező mérkőzés
| Időpont          | Helyszín                      | Mérkőzés típusa           | Mérkőzés                 | Eredmény | Nézők száma |
| ---------------- | ----------------------------- | ------------------------- | ------------------------ | -------- | ----------- |
| 2005. február 9. | Mediterráneo Stadion, Almería | előselejtező (7. csoport) | Spanyolország–San Marino | 5 : 0    | 12 580      |

#### Európa-bajnokság
Az európai-labdarúgó torna döntőjéhez vezető úton Portugáliába a XII., a 2004-es labdarúgó-Európa-bajnokságra az UEFA JB játékvezetőként foglalkoztatta.

##### Selejtező mérkőzés
| Időpont          | Helyszín                     | Mérkőzés típusa           | Mérkőzés                | Eredmény | Nézők száma |
| ---------------- | ---------------------------- | ------------------------- | ----------------------- | -------- | ----------- |
| 2003. június 11. | Olimpiai Stadion, Serravalle | előselejtező (4. csoport) | San Marino–Magyarország | 0 : 5    | 1 410       |

#### Skandináv Bajnokság
| Időpont             | Helyszín                   | Mérkőzés típusa | Mérkőzés          | Eredmény |
| ------------------- | -------------------------- | --------------- | ----------------- | -------- |
| 2000. augusztus 16. | Nemzeti Stadion, Reykjavík | csoportkör      | Izland–Svédország | 2 : 1    |

#### Nemzetközi kupamérkőzések

##### UEFA-bajnokok ligája
| Időpont              | Helyszín                           | Mérkőzés típusa                       | Mérkőzés                     | Eredmény |
| -------------------- | ---------------------------------- | ------------------------------------- | ---------------------------- | -------- |
| 1994. szeptember 13. | De Grolsch Veste Stadion, Enschede | előselejtező (első kör,- 1. mérkőzés) | FC Twente–Kispesti Honvéd FC | 1 : 4    |